# 무차별 원리
무차별 원리 ( 이유 불충분 원리)는 인식적 확률 을 할당하는 규칙이다. 관련 증거가 없는 경우 에이전트가 고려 중인 모든 가능한 결과에 대해 자신의 신뢰성(또는 '신뢰도')을 동등하게 분배해야 한다는 것이다.
베이즈 확률론에서 이것은 가장 단순한 정보가 없을 때의 사전 확률이다. 무차별 원리는 확률의 빈도 해석에서 의미가 없으며,  상태 정보를 조건으로 하는 불확실한 명제에 대한 믿음의 정도라기보다는 상대적인 빈도다.

## 예시

### 동전
대칭형 동전에는 두 개의 면이 있으며 임의로 레이블이 지정된 앞면 (많은 동전에는 한 면에 사람의 머리가 그려져 있음)과 뒷면 이 있다. 동전이 한 면 또는 다른 면에 착륙해야 한다고 가정하면 동전 던지기의 결과는 상호 배타적이고 철저하며 상호 교환 가능하다. 무차별 원칙에 따라 가능한 결과 각각에 1/2의 확률을 할당한다.
이 분석에서 주화에 작용하는 힘은 정확히 알 수 없다는 것이 함축되어 있다. 동전이 발사될 때 동전에 가해지는 운동량을 충분히 정확하게 알면 역학 법칙에 따라 동전의 비행을 예측할 수 있다. 따라서 동전 던지기 결과의 불확실성은 (대부분) 초기 조건에 대한 불확실성에서 파생된다.

### 주사위
대칭형 주사위에는 1에서 n 까지 임의로 레이블이 지정된 n개의 면이 있다. 일반 입방체 다이는 n = 6개의 면을 갖지만 면의 수가 다른 대칭 다이를 구성할 수 있다. 주사위를 참조하십시오. 우리는 주사위가 한 면 또는 다른 면이 위쪽으로 떨어지며 다른 가능한 결과가 없다고 가정한다. 무차별 원칙을 적용하여 가능한 각 결과에 1/ n 의 확률을 할당한다. 동전과 마찬가지로 주사위를 던지는 초기 조건이 역학 법칙에 따라 결과를 예측할 만큼 충분히 정확하지 않다고 가정한다.
여기서 대칭성 가정이 중요하다. 결과 "6"에 대해 찬성하거나 반대하는 내기를 하도록 요청받았다고 가정해 보겠다. 여기에 "6" 또는 "6이 아님"이라는 두 가지 관련 결과가 있으며 이들은 상호 배타적이고 철저하다고 추론할 수 있다. 이것은 두 결과 각각에 1/2의 확률을 할당하는 것을 제안한다.

### 카드
표준 데크에는 52장의 카드가 포함되어 있으며, 각 카드에는 임의의 방식, 즉 임의의 순서로 고유한 레이블이 지정되어 있다. 우리는 덱에서 카드를 뽑다. 무차별 원칙을 적용하여 가능한 결과 각각에 1/52의 확률을 할당한다.

## 연속변수에의 적용
무차별 원칙을 잘못 적용하면 특히 다변량 연속 변수의 경우 무의미한 결과를 쉽게 초래할 수 있다.
상호 모순적인 추정은 이러한 매개변수에 대해 서로 모순되는 세 가지 분포를 가정했기 때문에 발생한다. 변수 중 하나에 대한 균일 분포는 다른 변수에 대한 균일하지 않은 분포를 의미한다. 일반적으로 무차별 원리는 어떤 변수(예: 길이, 표면적 또는 부피)가 균일한 인식 확률 분포를 가져야 하는지를 나타내지 않다.
이러한 종류의 오용의 또 다른 고전적인 예는 베르트랑의 역설이다. 제인스는 이 문제에 대한 인식 확률 분포를 산출할 수 있는 변환 그룹의 원리를 도입했다.
동일한 총 에너지를 가진 시스템의 두 미시 상태가 평형 상태 에서 동일할 가능성이 있다는 통계 물리학의 기본 가설은 어떤 의미에서는 무차별 원칙의 한 예이다. 그러나 미시 상태가 연속 변수(예: 위치 및 운동량)로 설명될 때 확률 밀도가 균일 할 매개변수화를 설명하기 위해 추가적인 물리적 기반이 필요하다. Liouville의 정리는 위치 및 켤레 운동량과 같은 표준 켤레 변수 의 사용을 정당화한다.
포도주/물 역설 은 연결된 변수와 어떤 것을 선택해야 하는 딜레마를 보여준다.

## 같이 보기
- 베이즈주의 인식론